# Talaiot de Son Taixaquet des Llobets
El talaiot de Son Taixaquet des Llobets és un talaiot situat just devora les cases de la possessió de Son Taixaquet, al municipi de Llucmajor, Mallorca. Pertany al període de la cultura talaiòtica, el seu portal està orientat al sud-est i té planta rectangular, amb 10,7 m de diàmetre màxim per 2,6 m d'alçària.